# Love Me (canción de Justin Bieber)
«Love Me» es una canción de Justin Bieber. Fue lanzado exclusivamente por iTunes de su álbum debut, My World el 26 de octubre de 2009. El coro de la canción es una muestra de la exitosa canción «Lovefool» de la banda The Cardigans. Fue una de las canciones bien recibidas del álbum, y aunque fue lanzada vía iTunes, la canción tuvo éxitos fuertes en Canadá y en Estados Unidos. La canción se enlistó en Reino Unido en las listas de R&B, y en Australia.
El vídeo musical para la canción fue lanzado el 5 de agosto de 2010 y sirve como un tributo a «sus fans en todo el mundo, dándoles gracias por su apoyo». Las escenas dominantes están hechas de presentaciones en vivo, detrás del escenario, y Bieber parado enfrente de un telón de fondo azul y blanco. Bieber ha presentado la canción en numerosas ocasiones, notablemente en Fearless Tour acompañando a Taylor Swift.

## Posiciones
«Love Me» debutó en Canadian Hot 100 y en Billboard Hot 100 en el doce y treinta y siete. Pasó doce semanas en las listas canadienses y cuatro en Estados Unidos. En la semana del 10 de enero de 2010, «Love Me» entró en UK Singles Chart en el ochenta y dos, y más tarde entró al setenta y uno. También debutó y llegó en las listas de R&B de Reino Unido en el veintitrés, permaneciendo en la lista durante tres semanas. Debutó y llegó en Australia en el 100.

## Vídeo musical
El vídeo musical fue dirigido por Alfredo Flores y dedicado a Andrea Clavijo Rios con Justin Bieber como codirector. Fue lanzado el 3 de agosto de 2010. Bieber dijo que el video sirve como «tributo a sus fanes en todo el mundo, dándole gracias por su apoyo». Las escenas dominantes están hechas de presentaciones en vivo. Otras escenas del vídeo aparece detrás del escenario cómo; sesiones de ensayo, conociéndose con fanes, haciendo apariciones en radio, bromeando caminando con papel higiénico en sus pantalones, y escenas con amigos y familia. El mentor de Bieber, Usher, también aparece en el vídeo. El vídeo también aparece a Bieber de pie delante de un «simple telón de fondo azul y blanco» bailando y «dibujando corazones en el aire, supuestamente dirigido a los fans» en relación del tema, «Love Me».

## Presentaciones en vivo
Posteriormente. También la presentó en un segmento no fuera del aire en Pepsi Super Bowl Fan Jam, y en Houston Rodeo en el 2010 con Selena Gomez. Bieber presentó la canción en un concierto en Hollywood Palladium. En una crítica de su presentación, August Brown de Los Angeles Times, dijo que la canción «tiene el indie-pop estribillo de The Cardigans en un baile de sintetizadores con beats».

## Posiciones
| Listas                   | Posiciones |
| ------------------------ | ---------- |
| Australian Singles Chart | 45         |
| Canadian Hot 100         | 56         |
| UK Singles Chart         | 91         |
| UK R&B Chart             | 53         |
| US Billboard Hot 100     | 47         |